# Filippo I di Borgogna
Filippo di Rouvres o di Borgogna, in francese Philippe Ier de Bourgogne, dit Philippe de Rouvres (Castello di Rouvres, agosto 1346 – Castello di Rouvres, 21 novembre 1361) fu Conte di Borgogna e di Artois dal 1347, duca di Borgogna dal 1349 e conte di Alvernia e di Boulogne dal 1360, alla sua morte. Fu l'ultimo discendente della Casa di Borgogna dei Capetingi, dinastia cadetta della casa reale di Francia.

## Origine
Secondo la Histoire généalogique des ducs de Bourgogne de la maison de France, Filippo era l'unico figlio maschio del conte consorte di Alvernia e di Boulogne, Filippo di Borgogna e della moglie, la contessa di Alvernia e di Boulogne, Giovanna I, l'unica figlia, ancora secondo la Histoire généalogique des ducs de Bourgogne de la maison de France, di Guglielmo XII d'Alvernia (1300-1332) e della moglie, Margherita d'Évreux(1307-1350).
Secondo la Histoire généalogique des ducs de Bourgogne de la maison de France, Filippo di Borgogna era il figlio maschio primogenito del Duca di Borgogna, Oddone IV e della moglie, la contessa di Borgogna e di Artois, Giovanna III detta anche Giovanna di Francia (1308-1347), figlia primogenita, ancora secondo la Histoire généalogique des ducs de Bourgogne de la maison de France, del re di Francia, Filippo V il Lungo, e della moglie, la contessa di Borgogna e di Artois, Giovanna II. Il matrimonio dei genitori di Filippo viene ricordato anche dal Continuatio Chronici Guillelmi de Nangiaco (la primogenita del re Filippo V col duca di Borgogna), prima nel 1317 e poi, nel 1318, nella festa della Trinità; questo matrimonio, nel giorno della festa della Trinità (18 aprile) viene ricordato anche dalla Chronique parisienne anonyme du XIVe siècle.

## Biografia
Nel 1346, nello stesso mese della sua nascita, Filippo rimase orfano di padre; infatti durante la guerra dei cent'anni, all'assedio del castello d'Aiguillon, condotto da suo cugino, Giovanni di Francia, il futuro re di Francia, Giovanni il Buono, nel mese di agosto, suo padre, Filippo di Borgogna, mentre accorreva sul luogo dove avveniva una scaramuccia, subì gravi ferite per una caduta del suo cavallo, che lo trascinò a terra e lo schiacciò sotto il peso del proprio corpo; a seguito delle ferite riportate, secondo la Histoire généalogique des ducs de Bourgogne de la maison de France, Filippo morì il 22 settembre di quello stesso anno. Secondo la Histoire des ducs de Bourgogne de la race capétienne, vol. VIII, Filippo morì l'11 agosto e, a seguito di questo tragico evento che addolorò, sia l'erede al trono di Francia, Giovanni il Buono, che il padre di Filippo, Oddone IV, anche presente all'assedio, il cadavere fu portato ad Agen e l'assedio fu tolto il 20 agosto.
Sempre nel 1346, dopo la morte di Filippo di Borgogna, suo nonno, Oddone IV, fece testamento, designando Filippo di Rouvres come unico suo erede.
Nel 1347, alla morte della nonna paterna, Giovanna III di Borgogna, Filippo ereditò i titoli di conte di Borgogna e di conte di Artois. Data la giovane età (circa un anno) Filippo era sotto tutela della madre e le contee furono governate dal nonno paterno, Oddone IV.
Nel 1350 alla morte del nonno paterno, Oddone IV di Borgogna, Filippo ereditò il titolo di duca di Borgogna.
Sua madre, Giovanna I d'Alvernia, nel 1350, sposò, in seconde nozze, l'erede al trono di Francia, Giovanni il Buono, anch'esso vedovo, che alcuni mesi dopo divenne re di Francia e secondo la  Chronique des règnes de Jean II et de Charles V, tome I, furono incoronato a Parigi, il 26 settembre di quello stesso anno; in quello stesso giorno Filippo, divenuto figliastro del re di Francia, fu fatto cavaliere.
Filippo, nel 1357, sposò l'erede delle contee delle Fiandre, Nevers e Rethel e dei ducati di Brabante e Limburgo, Margherita III delle Fiandre (o di Mâle oppure di Dampierre), figlia unica del conte di Fiandra, di Nevers e di Rethel Luigi II, e l'erede dei ducati di Brabante e Limburgo, di Margherita di Brabante (1323 † 1368, figlia del duca Giovanni III), come ci viene confermato dalla Histoire généalogique des ducs de Bourgogne de la maison de France. L'accordo matrimoniale era stato siglato l'anno prima.
Nel 1360 alla morte della madre Giovanna ereditò i titoli di conte d'Alvernia e di Boulogne.
Filippo, in quello stesso anno, fu dichiarato maggiorenne e si trovò a governare un insieme di ducati e contee notevole con territori che si estendevano dal sud della Francia sino al confine con le Fiandre ed inoltre, tramite la moglie, era anche erede delle Fiandre stesse e di alcuni feudi attorno alle Fiandre. Ma nel 1361, Filippo si ammalò e poco dopo morì, senza aver potuto consumare il matrimonio, data la ancor giovane età della moglie, Margherita.
Con la morte di Filippo, senza discendenti, si estingueva la Casa di Borgogna dei Capetingi, dinastia cadetta della casa reale di Francia.
Alla sua morte, senza legittimi eredi, causata dalla peste, nel 1361, il re di Francia, Giovanni II, in quanto suo parente più prossimo (cugino primo di suo padre oltre che patrigno), annesse alla corona, il ducato di Borgogna, che , prima di morire, nel 1364, donò al suo quartogenito, Filippo di Francia detto l'Ardito o il Temerario; mentre le contee di Borgogna, e Artois andarono alla prozia (sorella della nonna paterna, Giovanna III di Borgogna) di Filippo, Margherita I di Borgogna; mentre le contee di Boulogne e Alvernia andarono al prozio (fratellastro del nonno materno, Guglielmo XII d'Alvernia) di Filippo, Giovanni I d'Alvernia. Questa divisione scontentò il re di Navarra, Carlo, detto il Malvagio, che riteneva di avere diritto ad una parte dell'eredità, e per questo minacciò una guerra.
La sua vedova, Margherita di Mâle, nel 1369, si risposò in seconde nozze, col nuovo duca di Borgogna, Filippo di Francia detto l'Ardito o il Temerario, fratello del re di Francia, Carlo V.

## Discendenza
Filippo da Margherita non ebbe discendenti né di lui si conosce discendenza da altra donna.

## Ascendenza
|                                 |                               |                                    | Genitori                                      |  |  | Nonni |  |  | Bisnonni                     |  |  | Trisnonni                |  |
|                                 |                               |                                    |                                               |  |  |       |  |  | Roberto II, duca di Borgogna |  |  | Ugo IV, duca di Borgogna |  |
|                                 |                               |                                    |                                               |  |  |       |  |  | Roberto II, duca di Borgogna |  |  | Ugo IV, duca di Borgogna |  |
|                                 |                               | Yolanda di Dreux                   |                                               |  |  |       |  |  | Roberto II, duca di Borgogna |  |  |                          |  |
| Oddone IV, duca di Borgogna     |                               |                                    |                                               |  |  |       |  |  | Roberto II, duca di Borgogna |  |  |                          |  |
|                                 |                               | Agnese di Francia                  | Luigi IX di Francia                           |  |  |       |  |  |                              |  |  |                          |  |
|                                 |                               | Agnese di Francia                  | Luigi IX di Francia                           |  |  |       |  |  |                              |  |  |                          |  |
|                                 |                               | Agnese di Francia                  | Margherita di Provenza                        |  |  |       |  |  |                              |  |  |                          |  |
| Filippo di Borgogna             |                               | Agnese di Francia                  |                                               |  |  |       |  |  |                              |  |  |                          |  |
|                                 |                               | Filippo V, re di Francia e Navarra | Filippo IV, re di Francia                     |  |  |       |  |  |                              |  |  |                          |  |
|                                 |                               | Filippo V, re di Francia e Navarra | Filippo IV, re di Francia                     |  |  |       |  |  |                              |  |  |                          |  |
|                                 |                               | Filippo V, re di Francia e Navarra | Giovanna I, regina di Navarra                 |  |  |       |  |  |                              |  |  |                          |  |
| Giovanna di Francia             |                               | Filippo V, re di Francia e Navarra |                                               |  |  |       |  |  |                              |  |  |                          |  |
|                                 |                               | Giovanna II, contessa di Borgogna  | Ottone IV, conte di Borgogna                  |  |  |       |  |  |                              |  |  |                          |  |
|                                 |                               | Giovanna II, contessa di Borgogna  | Ottone IV, conte di Borgogna                  |  |  |       |  |  |                              |  |  |                          |  |
|                                 |                               | Giovanna II, contessa di Borgogna  | Matilde, contessa d'Artois                    |  |  |       |  |  |                              |  |  |                          |  |
| Filippo I, duca di Borgogna     |                               | Giovanna II, contessa di Borgogna  |                                               |  |  |       |  |  |                              |  |  |                          |  |
|                                 | Roberto VII, conte d'Alvernia | Roberto VI, conte d'Alvernia       |                                               |  |  |       |  |  |                              |  |  |                          |  |
|                                 | Roberto VII, conte d'Alvernia | Roberto VI, conte d'Alvernia       |                                               |  |  |       |  |  |                              |  |  |                          |  |
|                                 | Roberto VII, conte d'Alvernia | Beatrice di Montgascon             |                                               |  |  |       |  |  |                              |  |  |                          |  |
| Guglielmo XII, conte d'Alvernia | Roberto VII, conte d'Alvernia |                                    |                                               |  |  |       |  |  |                              |  |  |                          |  |
|                                 |                               | Bianca di Clermont                 | Roberto, conte di Clermont                    |  |  |       |  |  |                              |  |  |                          |  |
|                                 |                               | Bianca di Clermont                 | Roberto, conte di Clermont                    |  |  |       |  |  |                              |  |  |                          |  |
|                                 |                               | Bianca di Clermont                 | Beatrice di Borgogna-Borbone                  |  |  |       |  |  |                              |  |  |                          |  |
| Giovanna I, contessa d'Alvernia |                               | Bianca di Clermont                 |                                               |  |  |       |  |  |                              |  |  |                          |  |
|                                 |                               | Luigi, conte d'Évreux              | Filippo III, re di Francia                    |  |  |       |  |  |                              |  |  |                          |  |
|                                 |                               | Luigi, conte d'Évreux              | Filippo III, re di Francia                    |  |  |       |  |  |                              |  |  |                          |  |
|                                 |                               | Luigi, conte d'Évreux              | Maria di Brabante                             |  |  |       |  |  |                              |  |  |                          |  |
| Margherita d'Évreux             |                               | Luigi, conte d'Évreux              |                                               |  |  |       |  |  |                              |  |  |                          |  |
|                                 |                               | Margherita d'Artois                | Filippo d'Artois, signore di Conches-en-Ouche |  |  |       |  |  |                              |  |  |                          |  |
|                                 |                               | Margherita d'Artois                | Filippo d'Artois, signore di Conches-en-Ouche |  |  |       |  |  |                              |  |  |                          |  |
|                                 |                               | Margherita d'Artois                | Bianca di Bretagna                            |  |  |       |  |  |                              |  |  |                          |  |
|                                 |                               | Margherita d'Artois                |                                               |  |  |       |  |  |                              |  |  |                          |  |

### Fonti primarie
- (LA)  Recueil des historiens des Gaules et de la France. Tome 20.
- (LA)  Recueil des historiens des Gaules et de la France. Tome 21.
- (LA)  Chronique parisienne anonyme du XIVe siècle.

### Letteratura storiografica
- Hilda Johnstone, "Francia: gli ultimi Capetingi", cap. XV, vol. VI (Declino dell'impero e del papato e sviluppo degli stati nazionali) della Storia del Mondo Medievale, 1980, pp. 569–607.
- A. Coville, Francia. La guerra dei cent'anni (fino al 1380), cap. XVI, vol. VI (Declino dell'impero e del papato e sviluppo degli stati nazionali) della Storia del Mondo Medievale, 1980, pp. 608–641.
- Paul Fournier, "Il regno di Borgogna o d'Arles dal XI al XV secolo", cap. XI, vol. VII (L'autunno del Medioevo e la nascita del mondo moderno) della Storia del Mondo Medievale, 1981, pp. 383–410.
- (FR)  Histoire des ducs de Bourgogne de la race capétienne, tome VIII.
- (FR)  Histoire généalogique des ducs de Bourgogne de la maison de France.
- (FR)  Chronique des règnes de Jean II et de Charles V, tome I.